# 月と寝る女 またぐらの面影
『月と寝る女 またぐらの面影』（つきとねるおんな またぐらのおもかげ）は、石川欣監督の日本映画。

## 概要
石川欣ピンク映画復帰第2作。前作の『優しいおしおき おやすみ、ご主人様』と同じく髙原秀和がプロデュースを行う。
主演の奥田咲と佐藤良洋は20代から60代までを演じ、物語は佐藤演じるマコトのモノローグで進められていく。
劇中で使用したギターはすべて石川の私物であり、挿入歌も石川がギターとキーボードを演奏している。
特集上映「OP PICTURES+フェス2021」では2021年11月12日より『フルムーンラバーズ』のタイトルで上映。

## ストーリー
男は愚かでロマンチスト、女はしたたかで逞しく。大学生のカップル、ユミとマコト。22歳、バンド活動中に出会った2人だが、マコトはミュージシャンになるという夢をかなえるために上京、遠距離恋愛となる。売れないままのマコトはユミの父に結婚を反対され、連絡も途切れていく。11年後の月の出る33歳。東京で自暴自棄に生きるマコトのもとに、ユミがあらわれる。年齢がぞろ目になる11年後のハーベストムーンにまた会おうと。合言葉はモモヤ/パンション。愛してる、永久に。いっしょにはなれない永遠の恋人の44年間の物語。

## 登場人物
ユミ
演 ‐ 奥田咲
22歳でマコトに告白された女性。新潟出身。マコトと出会うまでは処女だった。セックスを繰り返すごとに主従関係が逆転、現実主義である指揮を執るようになっていく。マコトの上京後はぞろ目になる年のハーベストムーンに会う約束をする。ピアノ科卒でアレンジ担当。のちにサカノウエ病院夫人となる。
高倉マコト
演 ‐ 佐藤良洋
ギタリスト。新潟出身。マコトとの関係を“地球最高のカップル”と称する本作の事実上の主人公。ネトラレ癖があるため、ユミにも浮気を薦めていたが、徐々に不安に襲われていく。デモテープを送った音楽プロデューサーに誘われ上京するも契約解除。二度目のチャンスも中華料理屋のバイトで指を切り機会を逃す。ユミから別れ話を切り出された際には一時的に無気力となった。のちにバーの厨房担当となり、合間を縫って作曲活動を再開する。
カオリ
演 ‐ 加藤絵莉
マコトが30代で出会うバーの店員。マコトは音楽の夢破れ、他人の人生もめちゃくちゃにしたいと思っていた際に出会い、店内で全裸にさせるなどしていたが、それにすら興奮するマゾヒスト。マコトとのいちゃつきでアキレス腱固めを繰り出すなど、プロレス・格闘技に詳しい。
さくら
演 ‐ あけみみう
マコトが30代で出会う東京の占い師。占いはイマジネーションではなく統計学というモットーを持つ。マコトの特技であったピロートークを否定しており、肉体の交わりに集中したい派。のちにマコトと結婚。
シュウヘイ
演 ‐ 安藤ヒロキオ
22歳とき組んだバンドのギター担当。マコトとともにユミともに告白するが、選ばれずに玉砕する。
その他出演
- 金田敬
- 山岡竜生
- 末永賢

## スタッフ
- 監督・脚本・編集：石川欣
- プロデューサー：髙原秀和
- 撮影監督：田宮健彦[8]
- 助監督：森山茂雄、福島隆弘
- 録音：田中仁志
- スチール：本田あきら
- メイク：三田めぐみ
- 仕上げ：東映ラボ・テック
- 制作プロダクション：ラブパンク
- 配給・提供：オーピー映画